# 春日酒造

春日酒造株式会社（かすがしゅぞう）は、長野県伊那市にある酒類製造業者である。

## 沿革
- 1915年（大正4年） - 酒造業を創業。商号は「漆戸酒造店」。当時の銘柄は「花の友」。
- 1921年（大正10年） - 現商標「井乃頭」を発売。
- 1950年（昭和25年） - 漆戸醸造株式会社に改組。
- 2020年（令和2年） - 春日酒造株式会社に改組

## 代表
- 代表取締役会長　春日靖史
- 代表取締役社長　馬場博一

## 事業所
- 本社・工場：長野県伊那市西町4875番地1

## 主要製品

### 清酒
- 井乃頭
- 龍游

### 焼酎
- 井乃頭（米焼酎）
- 伊那の勘太郎（そば焼酎）

## 受賞歴
全国新酒鑑評会
平成14酒造年 - 29酒造年
- 「井乃頭」金賞受賞 - 平成29年受賞